# Uovo della costellazione
L'Uovo della costellazione (o Uovo blu della costellazione dello zarevic) è una delle uova imperiali Fabergé: un uovo di Pasqua gioiello che l'ultimo Zar di Russia, Nicola II aveva intenzione di donare a sua moglie nel 1917. 
Si tratta dell'ultimo uovo prodotto e non fu mai portato a termine perché la rivoluzione del 1917 detronizzò la dinastia.

## Descrizione
Da un documento del 1917 sappiamo che l'uovo era di vetro blu inciso come un globo celeste, con le costellazioni - contrassegnate da diamanti taglio rosetta - ed i segni zodiacali sotto i quali era nato lo zarevic Aleksej, che era del segno del Leone.
Si trattava di un orologio con un quadrante girevole a forma di disco.
L'uovo era sostenuto da nuvole di cristallo di rocca smerigliato e cherubini d'argento su una base di giada.

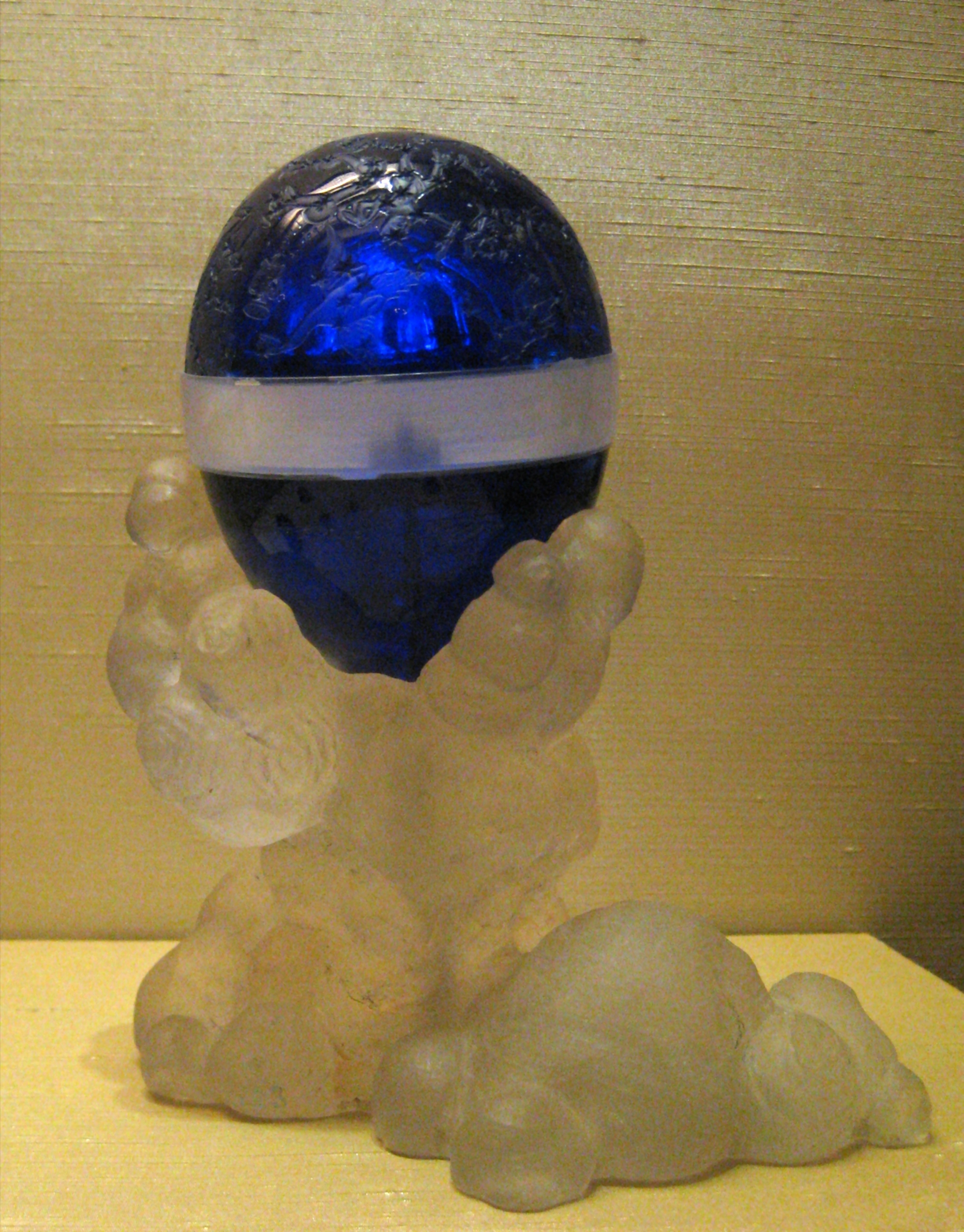
Esemplare del Museo Fersman; la fascia bianca è stata aggiunta di recente per preservare il vetro.

## Uovo del Museo Mineralogico Fersman
Nel 2001 furono rinvenuti nel Museo Mineralogico Fersman, a Mosca, un supporto in cristallo opaco scolpito a forma di nuvole ed un uovo di vetro blu diviso in due metà: quella inferiore è allungata mentre le incisioni sono sulla semisfera superiore.
Gli esperti ritengono che siano parti di un uovo Fabergé incompleto.
I piccoli diamanti che tempestavano le costellazioni sono andati persi,
manca anche l'orologio con il quadrante che doveva circondare il globo celeste.
Dalle registrazioni degli archivi del Museo Fersman risulta che nel 1925 Agathon Fabergé, uno dei figli di Peter Carl Fabergé, prima di fuggire all'estero, donò
al museo molti oggetti preziosi, comprese le parti dell'ultimo uovo di Pasqua creato dalla Fabergé.

## Controversie
Esistono due esemplari di questo uovo, uno è quello esposto al museo Fersman, non completato e ritenuto per anni quello autentico. 
A questa versione si contrappone il milionario e collezionista russo Alexandr Ivanov che ha più volte dichiarato di possedere il vero Uovo della costellazione completo e che quello esposto al museo Fersman è solo una copia o un lavoro intermedio di realizzazione. 
La teoria di Ivanov è sostenuta da alcuni esperti, l'uovo è esposto nel Museo Fabergé che lo stesso Ivanov ha aperto a Baden Baden. 
Al contrario gli esperti del museo Fersman ritengono un falso l'uovo di Ivanov e autentico il loro.